# 札薇·艾希頓
札薇·艾希頓（英語：Zawe Ashton，1984年7月25日—），是一位英國女演員、編劇及導演，知名作品包括處境喜劇《新生六居客》、《危險工作》和Netflix恐怖電影《藝海疑魂》。艾希頓亦曾主演以喬伊絲·文森特為原型創作的紀錄片《生活的夢想》和在2023年電影《驚奇隊長2》中飾演反派達本。

## 早年
艾希頓於1984年7月25日在倫敦哈克尼區出生。她的祖父是前烏干達總理保罗·穆万加，而父親是英國人。她自六歲起便在安娜·謝爾劇院學習演戲，亦曾是國家青年劇院的成員。她隨後於曼徹斯特戲劇學校取得表演學學士，並在畢業後開始參演舞台劇。

## 個人生活
2017年，艾希頓與湯姆·希德斯頓在合作音樂劇《背叛》時相識，隨後開始交往，目前已訂婚。二人育有一個孩子。
艾希頓亦是一位詩人，自十七歲起開始參演尬詩擂台，並曾於2007年奪得菲拉特·巴蓋特獎。2021年7月，艾希頓獲邀成為皇家文學學會院士。

## 作品列表

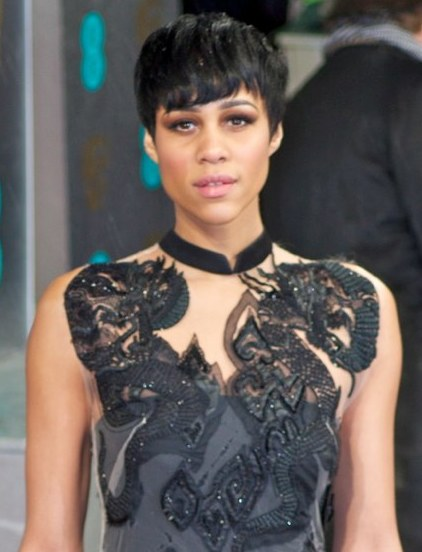
2013年的艾希頓

### 電影
| 年份 | 標題                      | 角色                  | 註           |
| ---- | ------------------------- | --------------------- | ------------ |
| 2009 | 烏龍女校2：費童家族的寶藏 | 比安卡（Bianca）            |              |
| 2011 | 閃電                      | 女警伊麗莎白·科斯（WPC Elizabeth Falls） |              |
| 2011 | 週末狂歡                  | 莎拉（Sarah）              |              |
| 2011 | 生活的夢想                | 喬伊絲·文森特         |              |
| 2014 | 我們去躲藏的地方（The Place We Go to Hide）      | 不適用                | 導演；微電影 |
| 2014 | 快樂的玩具（Happy Toys）            | 不適用                | 導演；微電影 |
| 2016 | 夜行動物                  | 亞莉（Alex）              |              |
| 2018 | 侵密室友                  | 亞莉克莎·哈蒙德（Alexa Hammond）   |              |
| 2019 | 藝海疑魂                  | 約瑟菲娜（Josephina）          |              |
| 2022 | 麥爾坎先生的清單          | 朱莉婭·西斯爾韋特（Julia Thistlewaite） |              |
| 2023 | 驚奇隊長2                 | 達本                  |              |

### 電視劇
| 年份       | 標題         | 角色                  | 註       |
| ---------- | ------------ | --------------------- | -------- |
| 1995       | 遊戲開始     | 小女孩                | 1集      |
| 1996       | 惡魔校長     | 麗貝卡（Rebecca）            | 2集      |
| 2000       | 法案         | 凱莉（Kylie）              | 1集      |
| 2002       | 在深處       | 婕德（Jade）              | 2集      |
| 2003       | 霍爾比市     | 阿比蓋爾·梅雷迪思（Abigail Meredith） | 1集      |
| 2007       | 手提電話     | 目擊證人              | 2集      |
| 2008       | 法案         | 貝卡·亞當斯（Becka Adams）       | 1集      |
| 2009       | 急診室       | 吉娜（Gina）              | 1集      |
| 2010       | 新福爾摩斯   | 莎莉·多諾萬（Sally Donovan）       | 1集      |
| 2010       | 超能少年     | 潔西卡（Jessica）            | 1集      |
| 2011至2013 | 塵封舊案     | 黛博拉·阿諾德（Deborah Arnold）     | 主演     |
| 2011至2016 | 新生六居客   | 維萊特·諾德斯特龍（Violet Nordstrom） | 主演     |
| 2011       | 拉普蘭       | 叮噹·吉爾（Jingle Jill）         | 電視電影 |
| 2014       | 異世奇人     | 章尼·布魯中尉（Lieutenant Journey Blue）     | 1集      |
| 2015       | 危險工作     | 凱瑟琳（Katherine）            | 主演     |
| 2017       | 遊擊戰       | 奥米加（Omega）            | 短劇     |
| 2017       | 莎拉與乖乖鴨 | 髮型師                | 1集      |
| 2018       | 愛出走       | 克萊爾·帕斯卡（Claire Pascal）     | 5集      |
| 2021       | 使女的故事   | 烏娜（Oona）              | 3集      |
| 2022       | 馬里蘭       | 馬里（Mary）              | 電視電影 |

## 外部連結
- 札薇·艾希頓在互联网电影资料库（IMDb）上的資料（英文）
- 札薇·艾希頓在Enjoy Movie上的電影作品列表 （页面存档备份，存于）